# Ampelocalamus melicoideus
Ampelocalamus melicoideus är en gräsart som först beskrevs av P.C.Keng, och fick sitt nu gällande namn av De Zhu Li och Christopher Mark Adrian Stapleton. Ampelocalamus melicoideus ingår i släktet Ampelocalamus och familjen gräs. Inga underarter finns listade i Catalogue of Life.